# Manfred Vorholzer
Manfred Vorholzer (* 26. September 1935 in Nürnberg) ist ein deutscher Bibliothekar.

## Leben und Wirken
Nach seiner Reifeprüfung an der Dürer-Oberrealschule in Nürnberg im Jahre 1956 studierte Manfred Vorholzer seit dem Wintersemester 1956/57 an der Universität Erlangen-Nürnberg Geschichte, Anglistik, Germanistik und Theologie. Dort promovierte er 1962 mit einer von dem Mittelalterhistoriker Heinz Löwe angeregten und geförderten Dissertation. Das Staatsexamen für den höheren Schuldienst legte er 1964 in Erlangen ab. 1965 trat er als Bibliotheksreferendar an der Bayerischen Staatsbibliothek in die Ausbildung für den höheren Bibliotheksdienst ein und absolvierte die Fachprüfung 1967 an der Bibliotheksschule München. Von 1967 bis 1978 war er dann als wissenschaftlicher Bibliothekar an der Universitätsbibliothek Erlangen tätig, seit 1975 im Rang eines Bibliotheksdirektors. 1978 wechselte er an die Generaldirektion der Bayerischen Staatlichen Bibliotheken; dort wurde er 1981 zum Leitenden Bibliotheksdirektor ernannt. Er beschäftigte sich intensiv mit dem Aufbau des Bayerischen Bibliotheksverbundes, dessen Verbundzentrale er leitete. 
Im Jahre 2000 trat er in den Ruhestand. 

## Schriften
- Kaisertum, Imperiales Königtum und Souveränität in der englischen Geschichtsschreibung. Ein Beitrag zur Entstehungsgeschichte der Formel rex imperator in regno suo. Dissertation Universität Erlangen-Nürnberg 1962 (mit Lebenslauf).
- Die Umgestaltung der Katalogsituation an der Universität Erlangen-Nürnberg. In: Bibliotheksforum Bayern, Bd. 2 (1974), S. 18–25.
- Die Ingenieurwissenschaftliche Zweigbibliothek. In: Bibliotheksforum Bayern, Bd. 5 (1977), S. 219–224.
- Der bayerische Katalogverbund. Stand und Ziele. In: Alexandra Habermann (Hrsg.): Zentrale Einrichtungen und zentrale Dienste im Bibliothekswesen (= Zeitschrift für Bibliothekswesen und Bibliographie, Sonderhefte, Bd. 29). Klostermann, Frankfurt/M. 1980, ISBN 3-465-01395-6, S. 175–180.
- Der Bayerische Katalogverbund. In: Bibliotheksforum Bayern, Bd. 11 (1983), S. 245–272.
- Probleme bei der Erweiterung des Verbundes der neueren bayerischen Universitätsbibliotheken zu einem Bayerischen Katalogverbund durch Anschluß der älteren bayerischen Universitätsbibliotheken. In: Rudolf Frankenberger (Hrsg.): Wege zur neuen Bibliothek (= Zeitschrift für Bibliothekswesen und Bibliographie, Sonderhefte, Bd. 41). Klostermann, Frankfurt/M. 1985, S. 120ff., ISBN 3-465-01647-5.
- Projekt SOKRATES. Konzeption und Realisierung der landesweiten Installation lokaler integrierter Bibliothekssysteme an den staatlichen wissenschaftlichen Bibliotheken in Bayern. In: Bibliotheksdienst, Bd. 28 (1994), S. 1461–1468.
- Bibliotheksverbund Bayern. Integrierte Lösung im zentralen und lokalen Bereich. In: Sieglinde Sepp (Hrsg.): Die wissenschaftlichen Bibliotheken Europas (= Biblos-Schriften, Bd. 162). Vereinigung Österreichischer Bibliothekarinnen und Bibliothekare, Wien 1997, S. 169–176.
- Der Bibliotheks-Verbund Bayern (BVB) im Übergang zum Informationsverbund. Versuch einer Standortbestimmung. In: Sabine Wefers (Hrsg.): Ressourcen nutzen für neue Aufgaben (= Zeitschrift für Bibliothekswesen und Bibliographie, Sonderhefte, Bd. 66). Klostermann, Frankfurt/M. 1997, S. 166–175, ISBN 3-465-02908-9.
- Anforderungen an ein neues Verbundsystem unter Einschluß der Neuen Medien. In: Maria Seißl (Hrsg.): Bibliotheksmanagement – Kulturmanagement (= Biblios-Schriften, Bd. 168). Vereinigung Österreichischer Bibliothekarinnen und Bibliothekare, Innsbruck 1998, S. 127–142, ISBN 3-9500751-1-9.
- Von der Verbundzentrale zum Dienstleistungszentrum. In: Otto Weippert (Hrsg.): Schritte zur neuen Bibliothek. Rudolf Frankenberger zum Abschied aus dem Dienst. Saur, München 1998, S. 231–242, ISBN 3-598-11348-X.